# St. Marks Powder
A St. Marks Powder é uma subsidiária da "General Dynamics Ordnance and Tactical Systems", fabricante de propelentes esféricos em Crawfordville, Flórida. A empresa é membro do Sporting Arms and Ammunition Manufacturers' Institute (SAAMI).

## Histórico
A fabricação de propelentes esféricos em larga escala começou durante a Segunda Guerra Mundial na fábrica da Olin Corporation em East Alton, Illinois. O crescimento populacional da área metropolitana de St. Louis, Missouri, incentivou a localização mais remota para uma planta de produção moderna. A fábrica da St. Marks foi construída em 1969 em uma grande área de pântanos alagados ao sul de Tallahassee, Flórida, próximo ao nível do mar entre o rio St. Marks e a "Costa do Golfo". A operação da planta foi transferida para a St. Marks Powder em 1998.

## Produtos
A instalação fabrica mais de 95% dos propelentes usados nas munições militares de armas curtas dos Estados Unidos. Propelentes similares são vendidos a fabricantes comerciais de munição de fogo circular e de fogo central ou comercializados pela Winchester e pela Hodgdon para recarga manual civil. Outros propelentes são usados para tiros de morteiros militares, projéteis auxiliados por foguetes, ou agentes não letais de dispersão usados para controle de multidões, marcações ou interdições de área.